# كول أونو
كاورو «كول» أونو (باليابانية: 宇野薫؛ مواليد 8 مايو 1975) هو مُقاتل فنون قتالية مختلطة ياباني.

## وصلات خارجية
- كول أونو على موقع يو إف سي (الإنجليزية)
- كول أونو على موقع شيردوغ (الإنجليزية)
- كول أونو على موقع Tapology.com (الإنجليزية)
- كول أونو على موقع IMDb (الإنجليزية)
- كول أونو على موقع قاعدة بيانات الفيلم (الإنجليزية)